# Sutta Pitaka
Sutta Pitaka (pāḷi suttapiṭaka, Suttanta Pitaka; skt. Sutra Pitaka सूत्र पिटक; pol. kosz sutr; chiń. Jingzang 經藏; kor. Kyŏngjang 경장; jap. kyōzō; wiet. Kinh tạng); tyb. mdo.sde'i.sde.snod) – drugi z trzech "koszy" (pāḷi: piṭaka), które tworzą Tipitakę (pāḷi: Tipiṭaka; skr.: Tripiṭaka त्रिपिटक; pol.: trzy kosze). Tipitaka, inaczej Kanon palijski, jest wielkim zbiorem buddyjskich tekstów tradycji therawady.
Sutta Pitaka zawiera ponad 10.000 sutt (pāḷi: Sutta; skt. Sūtra सूत्र), czyli nauk przypisanych Buddzie lub jego bliskim uczniom.

## Pochodzenie Sutta Pitaki
Zgodnie z tekstami, Pierwszy Sobór Buddyjski, mający miejsce krótko po śmierci Buddy, zebrał jego nauki, dotyczące dyscypliny (pāḷi: vinaya) i Dhammy (pāḷi: Dhamma धम्म; skt.: Dharma धर्म) w pięć kolekcji. Tradycja utrzymuje, że w późniejszym czasie poczyniono tylko nieznaczne dodatki. Badacze są co do tego sceptyczni, ale w różnym stopniu. Dr Richard Gombrich, szef Oxford Centre for Buddhist Studies, wcześniej profesor Sanskrytu na Oxford University i dyrektor Pali Text Society uważa, że większość z pierwszych czterech nikayi (patrz niżej) pochodzi od samego Buddy w swojej treści, ale nie w formie. Nieżyjący już prof. Hirakawa Akira pisze, że Pierwszy Sobór zebrał tylko krótkie ustępy tekstu i wiersze, które wyrażały ważne doktryny. Teksty te miały być, jego zdaniem, rozszerzone w sutty o pełnej długości dopiero w następnym wieku. L.S. Cousins, były wykładowca w Departament of Comparative Religion na Uniwersytecie w Manchester oraz wcześniejszy dyrektor Pali Text Society, utrzymuje, że we wczesnym okresie sutta była reczej wzorcem nauczania niż utworem literackim. Dr Gregory Schopen, wykładowca Sanskrit, Tibetan and Buddhist Studies na Uniwersytecie Teksańskim w Austin, pisze, że dopiero od V-VI w. n.e. możemy na temat treści kanonu pali, powiedzieć coś pewnego.

## Treść Sutta Pitaki
Sutty zebrane są w pięć nikayi (pāḷi, skr.: nikāya; pol. zbiór):
1. Digha Nikaya (pāḷi: dīghanikāya), "długie rozprawy".
2. Majjhima Nikaya, (pāḷi: majjhimanikāya), "średniej długości rozprawy".
3. Samyutta Nikaya (pāḷi: saṃyuttanikāya), "połączone rozprawy".
4. Anguttara Nikaya (pāḷi: aṅguttaranikāya), "rozprawy według liczb"
5. Khuddaka Nikaya, (pāḷi: khuddakanikāya), "mniejszy zbiór".

### Digha Nikaya
Zawiera Dłuższe rozprawy o podstawach uważności, o owocach kontemplacyjnego życia i o ostatnich dniach z życia Buddy, zebrane w 34 długie sutty.

### Majjhima Nikaya
Zawiera Krótsze wyjaśnienie kammy, świadomości oddechu oraz świadomości ciała, zebrane w 152 średniej długości sutty.

### Samyutta Nikaya
Zgodnie z jednym z wyliczeń, istnieje 2889 krótszych sutt, pogrupowanych w Samyutta Nikayi zależnie od ich tematu.

### Anguttara Nikaya
Te nauki są pogrupowane numerycznie. Według komentarza do nich, zawierają 9557 krótkich sutt pogrupowanych wedle numerów, począwszy od "jedynek", a skończywszy na "jedenastkach".

### Khuddaka Nikaya
To różnorodny zbiór kazań, doktryn i poezji przypisanych Buddzie i jego uczniom. Zawartość zbioru różni się w zależności od edycji. Edycja tajska zawiera księgi 1-15 z poniższej listy, syngaleska księgi 1-17 i birmańska 1-18. (patrz: Kanon palijski)
1. Khuddakapatha
2. Dhammapada
3. Udana
4. Itivuttaka
5. Suttanipata
6. Vimanavatthu
7. Petavatthu
8. Theragatha
9. Therigatha
10. Jataka
11. Niddesa
12. Patisambhidamagga
13. Apadana
14. Buddhavamsa
15. Cariyapitaka
16. Nettipakarana lub Netti
17. Petakopadesa
18. Milindapanha

## Tłumaczenia angielskie
Pierwsze cztery nikaje i ponad połowa piątej zostały przetłumaczone przez Pali Text Society. Pierwsze trzy zostały również przetłumaczone w serii Wisdom Publications Teachings of the Buddha, a tłumaczenie czwartej jest w przygotowaniu.

### Tłumaczenia wybrane (materiały z co najmniej dwóch nikayi)
- Buddhist Suttas, edycja i tłum.: T. W. Rhys Davids, Sacred Books of the East, tom XI, Clarendon/Oxford, 1881; przedruk: Motilal Banarsidass, Delhi (& ?Dover, New York)
- The Word of the Buddha, edycja i tłum.: Nyanatiloka, 1935
- Early Buddhist Poetry, edycja: I. B. Horner, Ananda Semage, Colombo, 1963
- The Book of Protection, tłum.: Piyadassi, Buddhist Publication Society, Kandy, Sri Lanka, 1981; tłumaczenie paritty
- In the Buddha's Words, edycja i tłum.: Bodhi, Wisdom Pubns, 2005
- Early Buddhist Discourses, edycja i tłum.: John J. Holder, 2006